# Логиново (Верещагинский район)
Логиново — деревня в Верещагинском районе Пермского края. Входит в состав Верещагинского городского поселения.

## Географическое положение
Деревня расположена к юго-западу от административного центра поселения, города Верещагино. Ближайшая железнодорожная станция — о.п. Субботники, расположена на юго-западной окраине деревни.

## Население
| 2010 |
| ---- |
| 37   |

## Топографические карты
- Лист карты O-40-62 Верещагино. Масштаб: 1 : 100 000. Издание 1962 г.